# Srbi u Slovačkoj
Srbi su jedna od nacionalnih manjina u Slovačkoj.

## Povijest
Prvo srpsko stanovništvo u Slovačkoj su bili tzv. Šajkaši (dio dunavskih mornaričkih snaga u sastavu ugarske riječne flotile) kojima je Bela IV. dodijelio Komárno u posjed. Prvo veće naseljavanje Srba na područje današnje Slovačke zbilo se u 15. stoljeću, o čemu svjedoči i biljeg srpske crkve iz 1511. godine. Nakon toga su uslijedila još tri vala naseljavanja kao posljedica pritiska Osmanlija. Matija Korvin je srpskom plemstvu dodjeljivao posjede na sjeveru Ugarske (današnja Slovačka i sjeverna Mađarska), koji su Srbi nazvali Gornja zemlja. Jedan od njih je bio i Pavle Bakić, koji je zbog ratnih vojnih zasluga od Ferdinanda Habsburškog dobio velike posjede (koji su se protezali od rijeke Trnavke do Holíča), te na njih naseljavao srpsko stanovništvo. Kao središnje naselje Srba u Slovačkoj od tada se smatra Komárno (srp. Komoran). Početkom 17. stoljeća tu se doseljavaju Srbi iz Kovina (srp. Srpski Kovin ili Gornji Kovin) u Mađarskoj, da bi krajem istog stoljeća Komárno bio krajnja postaja dokle su došli Srbi Velikom seobom Srba 1690. godine pod Arsenijem III. Crnojevićem. Pored Komárna, značajna mjesta naseljavanja Srba su bili Bratislava (krajem 15. i početkom 16. stoljeća), Skalica (u 16. stoljeću), Senica (početkom 17. stoljeća) i Trnava. U Trnavi se srpska pravoslavna crkva spominje u prvoj polovini 18. stoljeća.
Tijekom 18. i 19. stoljeća, prisutan je velik broj srpskih učenika u Slovačkoj. Među njima isticali su se pojedinci koji su kasnije postali nosioci političkog, društvenog i kulturnog života Srba: Pavle Julinac, Jovan Rajić, Dositej Obradović, Teodor Janković Mirijevski, Jovan Muškatirović, Pavle Kengelac, Joakim Vujić, Atanasije Stojković, Milovan Vidaković, Dimitrije Davidović, Dimitrije Tirol, Teodor Pavlović, Jovan Sterija Popović, Aleksa Janković, Đura Daničić, Bogoboj Atanacković, Vasa Živković, Đorđe Natošević, Svetozar Miletić, Jovan Đorđević, Jovan Jovanović Zmaj, Jovan Bošković, Kosa Trifković, Simo Popović i Jovan Grčić Milenko. Srpski studenti u Bratislavi su 1838. godine osnovali "Društvo i knjižnicu srpsku u Požunu", koja je u periodu od 1865. do 1873. godine nosila ime "Sloboda".
Nakon Beogradskog mira 1739. godine, granica između Habsburške monarhije i Otomanskog carstva se pomera na Savu i Dunav, te kao posljedicu toga, austrijski dvor seli šajkaše na teritorij današnje Vojvodine. Kao rezultat toga, sredinom 18. stoljeća osjetno je opadanje broja srpskog stanovništva na teritoriju današnje Slovačke. Tijekom 1. svjetskog rata, na teritoriji današnje Slovačke su se nalazili austrijski zarobljenički logori za srpske zarobljenike i to u Velikom Međeru, Dunajskoj Stredi, Šamorinu i dr. U njima je umrlo oko 8.000 srpskih zarobljenika. Između dva svjetska rata, dio preostalog srpskog stanovništva se odselio u Kraljevinu Jugoslaviju.

## Stanovništvo
Na popisu stanovništva iz 2011. godine, 698 stanovnika Slovačke se izjasnilo Srbima. Najveći dio, njih 270, živi u Bratislavskoj regiji (dok po nekim procjenama ta brojka iznosi oko 2.300 osoba). Procjenjuje se da u Slovačkoj živi oko 5.000 osoba koje imaju srpsko podrijetlo ili su u Slovačku došli poslovno, radi spajanja obitelji ili studiranja.

## Položaj Srba u Slovačkoj
Srbi su od 3. veljače 2010. godine odlukom Vlade Slovačke Republike, dobili status nacionalne manjine u ovoj državi. Kao nacionalna manjina imaju svog predstavnika u Savjetu vlade Slovačke Republike za nacionalne manjine.

## Religija
U Slovačkoj postoje dvije pravoslavne crkve koje pripadaju Budimskoj eparhiji SPC:
- Hram Presvete Bogorodice, Komárno
- Hram sv. Trojice, Trnava

Od 17. stoljeća do sredine 20. stoljeća, ove dvije crkve su bile jedini srpski pravoslavni vjerski objekti u Slovačkoj. 1950. godine Hram sv. Trojice u Trnavi je prestao s radom, a obnova hrama je započela krajem 2013. godine na inicijativu Pravoslavne crkve čeških zemalja i Slovačke i srpske zajednice u ovom gradu.

## Poznate osobe
- Jovan Monasterija, vojskovođa
- Branko Radivojević, slovački hokejaš
- Pavle Davidović, barun i austrijski general
- Gavril Stefanović Venclović, srpski svećenik, prosvjetitelj, ikonopisac, pjesnik i prevodilac